# Владимировка (Сандыктауский район)
Владимировка (каз. Владимировка) — село в Сандыктауском районе Акмолинской области Казахстана. Входит в состав Максимовского сельского округа. Код КАТО — 116451200.

## География
Село расположено в центральной части района на берегу реки Жабай, в 24 км на юг-запад от центра района села Балкашино, в 8 км на юг от центра сельского округа села Максимовка.

### Улицы[2]
- ул. Владимира Ленина,
- ул. Школьная.

### Ближайшие населённые пункты
- село Максимовка в 8 км на севере,
- село Новый Городок в 9 км на юге,
- село Богословка в 12 км на востоке,
- село Богородка в 14 км на юго-востоке,
- село Жиланды в 14 км на северо-западе,
- село Новосёловка в 17 км на юго-западе.

## Население
В 1989 году население села составляло 666 человек (из них русских 53 %, немцев 40 %).
В 1999 году население села составляло 453 человека (220 мужчин и 233 женщины). По данным переписи 2009 года, в селе проживали 272 человека (140 мужчин и 132 женщины).
| Численность населения | Численность населения | Численность населения |
| 1989                  | 1999                  | 2009                  |
| --------------------- | --------------------- | --------------------- |
| 666                   | ↘453                  | ↘272                  |

## Известные жители и уроженцы
- Сафронова, Пелагея Андриановна (1919 — ?) — Герой Социалистического Труда[5].